# 炭酸ナトリウム過酸化水素化物
炭酸ナトリウム過酸化水素化物（たんさんナトリウムかさんかすいそかぶつ、sodium carbonate peroxyhydrate）は、炭酸ナトリウムと過酸化水素が 2:3 のモル比で混合された付加化合物。化学式は 2Na2CO3・3H2O2 または Na2CO3・1.5H2O2 と表される。
日本の法令上は炭酸ナトリウム過酸化水素付加物と呼ばれている。
通称として過炭酸ナトリウム（かたんさんナトリウム、sodium percarbonate）、過炭酸ソーダと呼ばれることが多いが、実際には過炭酸のナトリウム塩ではない。同じく過炭酸ナトリウムの通称で呼ばれる化合物として、ペルオキソ二炭酸二ナトリウム(Na2C2O6)がある。

## 化学的性質
水溶性の無色の固体。水溶液中では炭酸ナトリウムと過酸化水素に解離し、炭酸ナトリウムにより弱塩基性を示し、過酸化水素による酸化力を持つ。

## 製法
炭酸ナトリウムと過酸化水素の水溶液から、ケイ酸マグネシウム（安定化剤）や塩化ナトリウム（塩析剤）の存在下で結晶として析出させる。

## 用途
過酸化水素水と同様に酸化力を持つため、漂白剤、除菌剤、消臭剤として用いられる。家庭向けに酸素系漂白剤として市販されている粉末には、ほとんどの場合この化合物が成分として含まれている。洗濯用の合成洗剤で、白さや除菌効果を強調した製品にも少量添加されている。
水溶液中の過酸化水素は放置するだけで水と酸素に分解し、また炭酸ナトリウムは人体や環境への影響が小さいことから、過炭酸ナトリウムは使用に伴う環境への悪影響が少ない。一方、次亜塩素酸ナトリウムに代表される塩素系漂白剤は、漂白過程でトリハロメタンをはじめとする有機塩素化合物を生成して環境汚染の原因となる。
一般的に、漂白剤は細菌や色素などを酸化させて破壊する事により殺菌・漂白を行っている。過炭酸ナトリウムの酸化能力は塩素系漂白剤より劣るため、色柄物の衣類に使用できる。また、過炭酸ナトリウムは臭気が無いため、誤飲や溶液に触れて起きる負傷などの事故が発生しやすくなる。市販されている酸素系漂白剤の中には、香料を添加することでこの種のリスクを軽減しているが、過炭酸ナトリウムの純末を使用する場合はこの点を充分に配慮する必要がある。
一般消費者向けの過炭酸ナトリウムの販売価格は、おおむね1グラム0.5円程度である。洗濯には水40リットルあたり15グラム程度を使う。継続して使うことにより洗濯槽の汚れを除去する二次的効果も生じる。過炭酸ナトリウムは水分を帯びることで発熱を伴い分解するため、保管する際はガス抜き機能がついた専用の容器を使用しなければならない。密閉した容器に保管すると、分解によるガスで容器が加圧され破裂する恐れがあるので危険である。

## 規制
化学品の分類および表示に関する世界調和システム（GHS）における酸化性固体（区分3）に該当し、各国で貯蔵や運搬に規制がある（国連番号3378）。日本では船舶安全法や航空法によってGHSに基づく規制があり、また消防法に基づく危険物第1類に指定されている（昭和34年政令第306号・ 令和5年政令第348号） による改正）。